# 669952 Kootker
669952 Kootker este o planetă minoră (asteroid) din Inner Main Belt⁠(d). A fost descoperită pe 21 februarie 2013 la Piszkéstetői Obszervatórium⁠(d) de Krisztián Sárneczky⁠(d). 
Obiectul prezintă o orbită caracterizată de o semiaxă mare de 1,8835892617172 UAi, o excentricitate de 0,076741546345609, o înclinație de 22,093298006679 ° în raport cu ecliptica.